# Опаке служавке
„Опаке служавке“ (енгл. Devious Maids) је телевизијска серија аутора Марка Черија која је се почела приказивати на Лајфтајм каналу у Америци у јуну 2013. У августу 2013. је обновљена за другу сезону. Серија има елементе мистерије, драме и комедије, као и константног трансфера блама. Суштина заплета и расплета је у повреди било каквог права на приватност шефова служавки.
Идејни творац серије је Марк Чери који је такође креатор популарних Очајних домаћица. Подстакнут успехом ове серије, Марк одлучује да створи сличну серију, мада не толико сличну колико различиту. Једина сличност је Хиспано утицај и, гле чуда, Ева Лонгорија. Из тога види се велики утицај домаћица на Препредене служавке. Такође, доста глумаца који су имали улоге у Очајним домаћицама, такође глуми и у овој серији, али углавном пролазнике и пензионере. Ева Лонгорија која је играла Габријелу Солис је један од извршних продуцената серије.